# Риловиця (річка)
Ри́ловиця — річка в Україні, в межах Володимирського району Волинської області. Права притока Луги (басейн Західного Бугу).

## Опис
Довжина 22 км, площа басейну 128 км². Долина широка й неглибока, місцями заболочена. Річище слабозвивисте, здебільшого каналізоване й випрямлене. Довжина відкритих каналів Риловицької меліоративної системи становить 38,1 км, дренажних колекторів — 846,1 км. Поблизу сіл Хворостів, Бегета та Міжлісся на річці Риловиця у 1986 році створено Хворостівське водосховище. На острові серед боліт в передмісті Володимира розташоване село Острівок. Також раніше в передмісті існувало село Риловиця, яке зараз є частиною міста. На штучному острові, на північ від Луцької вулиці у Володимирі, до 1000-ліття міста, облаштували зону відпочинку, на ньому розташовувався пляж, прокладено три місточки. Та згодом все занедбали, на острові з'явилися купи сміття, річка заросла. У 2019 році тут створено парк відпочинку «Легенда».

## Розташування
Риловиця бере початок у лісі на південь від села Тумина. Тече переважно на захід. Впадає до Луги на південь від центральної частини міста Володимира.
Річка протікає через південно-східну частину міста, що негативно позначається на її екологічному стані.

## Легенди
Щодо походження річки та її назви існує декілька версій легенди:
|  | Там, де тепер вулиця Київська у Володимир-Волинському, де ростуть старі клени над крутими берегами річки Лугу в прадавні часи на острові Велесівщина було язичницьке капище. Тут же знаходилися великі ями і підземні ходи, у яких за переказами жив лихий і лютий смок. І не давав він людям спокою, тримав їх у страху і покорі. Часто змій виповзав зі свого лігва-капища і пожирав принесену йому жителями їжу. Проте це йому скоро набридло. І зажадав смок, щоб до його нори-капища щотижня приводили молоду дівчину, яку він затягував до себе і там з'їдав. Так тривало довго-довго, аж поки в місті зовсім не стало молодих дівчат. Залишилася єдина дівчина — єдина дочка князя. Не хотів батько віддавати єдину дочку на погибель лютому змієві. Розіслав він в усі краї гінців, щоб вони оголосили про те, що хто переможе змія — той отримає дівчину за дружину. Багато відважних лицарів відгукнулося на цей заклик і виступило на бій із чудовиськом. Але ніхто не зміг перемогти змія. І ось приїхав із далеких країв ще один молодий лицар і у важкому двобої переміг змія та знищив його. І коли той конав, то сильно бив хвостом по землі і вирив ним глибокий рів. З річки Луга зайшла у той рів вода та й залишилася у ньому, і назвали люди цей рів річкою Риловиця. А на самому місці бою з'явилась річка Смоча. |

Легенда записана зі слів жительки Володимира:
|  | У давні-прадавні часи посеред родючих заплав річки Луги жили працьовиті та привітні люди. Вони орали землю, випасали худобу, ростили дітей. І все було би добре… Та оселився поблизу селища Змій, який почав викрадати дівчат. Дуже швидко в селищі залишилась тільки князівська донька. І тоді прийшов лицар. І зійшовся в двобої з ненажерливим Змієм. Довго вони билися. Вдалося знайти лицарю єдине вразливе місце Змія — пащеку. З останніх сил він всадив свій спис в пащу Змія. Довго ще вмирав той Змій. І стільки в нього ще було сили, що лапами та хвостом вирив глибокий рів. Той рів наповнився водою і став річкою. Назвали її Риловиця. |

У соціально-економічному паспорті міста Володимира за 2002—2003 роки викладено таку інтерпретацію даної легенди:
|  | Про лихого і лютого змія, який жив біля Володимира Теперішня вулиця Київська розташована понад крутими берегами річки Луги. Внизу ростуть старі клени. Далі — територія зеленого господарства. А у прадавні часи десь на цьому місці було язичницьке капище. Тут же знаходилися великі ями і підземні ходи, у яких жив лихий і лютий змій. І не давав він людям спокою, тримав їх у страху і покорі. Часто змій виповзав зі свого лігва-капища і пожирав принесену йому жителями їжу. Проте це йому скоро набридло. І зажадав змій, щоб до його нори-капища щотижня приводили молоду дівчину, яку він затягував до себе і там з'їдав. Так тривало довго-довго, аж поки в місті зовсім не стало молодих дівчат. Залишилася єдина дівчина — дочка князя Володимирського — єдина у батьків дитина. Не хотів батько віддавати єдину дочку на погибель лютому змієві. Розіслав він в усі краї гінців, щоб вони оголосили про те, що той, хто переможе змія — отримає дочку його за дружину. Багато відважних лицарів відгукнулося на цей заклик і виступило на бій із чудовиськом. Але ніхто не зміг перемогти змія. І ось приїхав із далеких країв ще один молодий лицар і у важкому двобої переміг змія та знищив його. А допомогли йому здобути перемогу молитва і любов дочки князя. Вперше побачивши лицаря, вона полюбила його і увесь час, поки він бився зі змієм, переживала і молилася за нього на високій горі. Мужній воїн переміг змія. І коли той конав, то сильно бив хвостом по землі і вирив ним глибокий рів. З річки Луга зайшла у той рів вода та й залишилася у ньому, і назвали люди цей рів річкою Риловиця. А в самому місці, де відбувався двобій, протікає річка Смоча. Молодий же лицар після перемоги одружився із дівчиною, а на тому місці, де вона стояла і молилася за нього, поставив каплицю на честь святого архангела Михаїла. |

Варіант записаний зі слів директора Володимирського історичного музею. У соціально-економічному паспорті міста Володимира за 2002—2003 роки викладено таку інтерпретацію даної легендимковського Володимира Володимировича, який він почув від своєї бабусі Марії Яківни Стемковської, дошлюбне прізвище якої Зай:
|  | Цю легенду я почув коли мені було вісім років, тому не можу переповісти її дослівно. У нас в місті (Володимирі-Волинському) є два топонімічні об'єкти тісно пов'язані між собою. Це річки Смоча і Риловиця. Вони знаходяться близько одна від одної. Річка Смоча витікає з озера-болота і впадає в Лугу. Вона невелика, на перший погляд її можна ногами переступити, але глибока. І її береги були дуже заболочені. Смоча вважалася дуже небезпечною річкою. Переповідали що в ній потонуло багато людей. Я запитав у бабці, що то за річка така, неглибока, а стільки людей в ній втонуло? Ось що вона мені розповіла. В давні часи на березі річки, поблизу того місця де тепер стоїть Василівська церква, жив змій, який називався Смок. Змій тримав у покорі всіх жителів міста. Щоразу вимагав нову данину. Коли у людей закінчилися гроші вони почали віддавати йому худобу. Приносили всіляку їжу. Смокові добре там жилося, він навіть побудував собі велику вежу на березі Луги. Проте людські запаси не вічні. Скінчилася худоба, свині, кури і всіляка домашня живність. Тоді змій став вимагати, аби з кожного двору йому давали по дівчині. Жителі міста обурилися: - Коли вже він нажереться! Зібрали раду. Ніхто не хотів віддавати змієві своїх дочок. З тим прийшли вони до князя. Князь сказав, що віддасть Смокові свою доньку. Віддав він змієві князівну, а сам пустив поголос у всі землі, що той хто вб'є змія і визволить дочку отримає місто, та всілякі привілеї. Прийшов у місто лицар і сказав князеві, що вб'є змія. Доньку князя змій посадив на самому вершечку своєї вежі. І бій розпочався неподалік тієї вежі, трохи вище по течії річки Луги. Довго вони билися. Змій звивався, бив лапами і хвостом, так сильно, що вирив цілу річку, яку пізніше назвали Риловицею. Якщо подивитися на карті, то річка дійсно дуже нагадує слід змії. Я запитав бабусю: - А куди потім той змій Смок подівся? - Пішов у річку. Довго вмирав, а потім зайшов у Лугу і зник назавжди. Більше його ніколи не бачили. Варто додати, що за часів мого дитинства гирло річки Риловиця, де вона впадала в Лугу, дуже нагадувало голову величезного змія. |

Територія, де за легендою жив володимирський Змій, де він бився з невідомим лицарем, острів, який зветься Онупрійщиною, Волославом або Велесівщиною, нерозривно пов'язана з культом бога Велеса. М. М. Кучінко вважає, що останнє найменування острова не є випадковим. Найімовірніше в далекому минулому тут існував язичницький храм, або капище, присвячене слов'янському богу скотарства Велесу. О. М. Цинкаловський навпаки вказує, що місце, де здіймалася постать бога Велеса у Володимирі, за народніми переказами, було там, де стояв Михайлівський монастир. Навпроти острова Велесівщина.
Відомості по східнослов'янській міфології з ранніх письмових джерел і пізніх вірувань, накопичені до середини XX століття, дозволили відомим ученим В. В. Іванову й В. Н. Топорову висунути гіпотезу про «основний» міф, що базується на порівняльно-типологічному методі й методі реконструкції. Ці методи припускають порівняння наявного слов'янського матеріалу з міфологічними поданнями інших індоєвропейських народів, насамперед з даними балто-слов'янської й індо-іранської міфології, і — на основі цього — відновлення сюжетів східнослов'янських міфів. На думку дослідників, що є прихильниками гіпотези про «основний міф», у східних слов'ян існував ряд міфологічних сюжетів, що поєднують деяких з язичеських богів, насамперед — Перуна й Велеса. Згідно з реконструйованим В.Івановим і В.Топоровим «головним», або грозовим, міфом слов'янської (індоєвропейської) міфології, Перун і Велес тісно між собою пов'язані, виступаючи як головні учасники: бог грози Перун, який живе на небі, на вершині гори, переслідує свого змієподібного ворога, Велеса, що живе внизу, на землі; причина їхньої ворожнечі — викрадення Велесом худоби, людей, а в деяких варіантах — дружини громовержця (одним з імен якої було Мокош); після перемоги бога грози над змієм — Велесом з'являється вода, іде дощ, що приносить врожай, а змій ховається в земних водах. Так, Перун і Велес у слов'янській міфології (та їхні прообрази — першооснови) були, з одного боку, постійними й непримиренними супротивниками. Але, з іншого боку, вони як головні учасники «головного» міфу були богами нерозривно пов'язаними, рівновеликими, що володіли верховною природою.